# وارسه لیگور
وارسه لیگور (به ایتالیایی: Varese Ligure) یک کومونه در ایتالیا است که در استان لا اسپتزیا واقع شده‌است.

## خصوصیات
وارسه لیگور ۱۳۶٫۳ کیلومترمربع مساحت و ۲٬۱۵۵ نفر جمعیت دارد و ۳۵۳ متر بالاتر از سطح دریا واقع شده‌است.